# Antímac de Teos
Antímac de Teos (en llatí Antimachus, en grec antic Ἀντίμαχος) fou un poeta èpic grec, nascut a Teos.
Segons Plutarc, Antímac havia observat un eclipsi de sol l'any 753 aC, el mateix any en què Roma va ser fundada. Podria haver escrit un poema èpic titulat Tebaida, i una altra obra que portava per títol Epígons, una continuació de la llegenda de Tebes, que pel que sembla li van atribuir alguns autors. Això no obstant, és possible la confusió amb el poeta molt més tardà anomenat Antímac de Claros (circa 400 aC), que va escriure un poema anomenatTebaida (Θηβἀἷς). Clemens Alexandrinus fa menció d'uns versos en hexàmetre d'aquest poeta que diu que van ser imitats per Hàgies.

## Edicions crítiques
- Kinkel, G. Epicorum Graecorum fragmenta. vol. 1, 1877..
- Allen, T.W.. Homeri opera. Tomus V: Hymni, Cyclus, Fragmenta, Margites, Batrachomyomachia, Vitae, 1912. ISBN 0-19-814534-9..
- Bernabé, A. Poetae epici Graecae. pars i, 1988. ISBN 978-3-598-71706-2..
- Davies, M. Epicorum Graecorum fragmenta, 1988. ISBN 978-3-525-25747-0..